# Giovanni Dettori
Giovanni Dettori (* 26. Januar 1940 in Nule, Provinz Sassari, Italien) ist ein italienischer Geistlicher und emeritierter römisch-katholischer Bischof von Ales-Terralba.

## Leben
Giovanni Dettori empfing am 1. Juli 1965 die Priesterweihe.
Papst Johannes Paul II. ernannte ihn am 5. Februar 2004 zum Bischof von Ales-Terralba. Der Kardinalpräfekt der Apostolischen Signatur, Mario Francesco Pompedda, spendete ihm am 18. April desselben Jahres in Rom die Bischofsweihe; Mitkonsekratoren waren Paolo Romeo, Apostolischer Nuntius in Italien und San Marino, und Sebastiano Sanguinetti, Bischof von Ozieri. Die feierliche Amtseinführung in seinem Bistum folgte am 2. Mai 2004.
Am 10. Februar 2016 nahm Papst Franziskus seinen altersbedingten Rücktritt an.